# Marie-Bénédicte Vincent
Marie-Bénédicte Vincent, née en 1975, est une historienne et universitaire française. Elle est professeure d'histoire contemporaine à l'université de Franche-Comté depuis 2020.
Son livre sur Kaltenbrunner, l’un des principaux responsables du système policier nazi et l'un des maillons de la Shoah, est le premier en français.

## Biographie
Marie-Bénédicte Vincent est normalienne et agrégée d'histoire. Elle soutient en 2003 une thèse sur les élites administratives prussiennes de l'Empire et de la République de Weimar, dirigée par Christophe Charle à l'université Paris-I Panthéon-Sorbonne.

## Parcours académique
Elle est maîtresse de conférences à l'université d'Angers de 2005 à 2012, membre du CERHIO (Centre de recherches historiques de l'Ouest) puis de 2012 à 2020, maîtresse de conférences en histoire contemporaine à l'École normale supérieure Ulm et membre de l'Institut d'histoire moderne et contemporaine. Elle soutient en 2016 une habilitation à diriger des recherches à l’université Paris-Sorbonne, intitulée « Les fonctionnaires, l’État et la démocratie en Allemagne depuis 1871 ». En 2020 elle est nommée professeure d'histoire contemporaine à l'université de Franche-Comté à Besançon et membre du centre Lucien-Febvre.
Elle est co-rédactrice en chef de 20 et 21 : Revue d'histoire avec Christophe Granger depuis 2020.

## Activités de recherche
Ses sujets de recherche portent sur l'histoire politique, sociale et culturelle de l'Allemagne des XIXe et XXe siècles. 

## Publications (sélection)

### Ouvrages
- Serviteurs de l'État. Les élites administratives en Prusse de 1871 à 1933, Paris, Belin, 2006[4].
- Histoire de la société allemande au XXe siècle. I. Le premier XXe siècle 1900-1949, Coll. Repères, Paris, La Découverte, 2011[5].
- Une nouvelle histoire de l'Allemagne. XIXe – XXIe siècle, Perrin, 2020.
- Kaltenbrunner : le successeur de Heydrich, Paris, Perrin, 2022, 400p. (ISBN 978-2-262-09441-6)

### Direction et codirection
- Vivre et construire l’Europe à l’échelle territoriale de 1945 à nos jours avec Yves Denéchère (Euroclio n°53), Bruxelles, PIE Peter Lang, 2010[6].
- La dénazification, Paris, Perrin (coll. « Tempus »), 2008[7].
- Aristocraties européennes et césure de la Grande Guerre, dossier dans Vingtième Siècle. Revue d’histoire, n°99, juillet-septembre 2008[8].